# 尹美庚
尹美庚（韓語：윤미경，1980年10月14日—），韓國的少女漫畫家。代表作為河神的新娘。

## 經歷
- 出道處女作品為2003年下半年首尔文化社新人募集展获奖《我的地球访问记》
- 2004年 读者漫画大奖荣获新人獎《RAIL ROAD》
- 2007下半年於<今天我們的漫畫獎>當中獲獎河神的新娘
- 2008年與黃仁賴導演的「Rolywalks」簽了進化連續劇化的契約

## 作品列表
- 我的地球访问记
- RAIL ROAD
- 河神的新娘（1-19冊完結）
- 铁道员